# Mesocapnia gorodkovi
Mesocapnia gorodkovi is een steenvlieg uit de familie Capniidae. De wetenschappelijke naam van de soort is voor het eerst geldig gepubliceerd in 1986 door Zhiltzova & Baumann.